# Pseudalosterna fuscopurpurea
Pseudalosterna fuscopurpurea là một loài bọ cánh cứng trong họ Cerambycidae.